# سامبسون جاكسون
سامبسون جاكسون (بالإنجليزية: Sampson Jackson)‏ هو سياسي أمريكي، ولد في 30 يناير 1953 في الولايات المتحدة. حزبياً، نشط في الحزب الديمقراطي. وقد انتخب عضو مجلس ولاية مسيسيبي.